# Equus grevyi
La zebra di Grévy (Equus grevyi), a volte detta zebra imperiale, è un mammifero della famiglia degli Equidi.

Prende il nome da Jules Grévy, presidente della Francia: fu il governo dell'Abissinia, negli anni '80 dell'Ottocento, a volergli dedicare il nome dell'animale.

## Descrizione

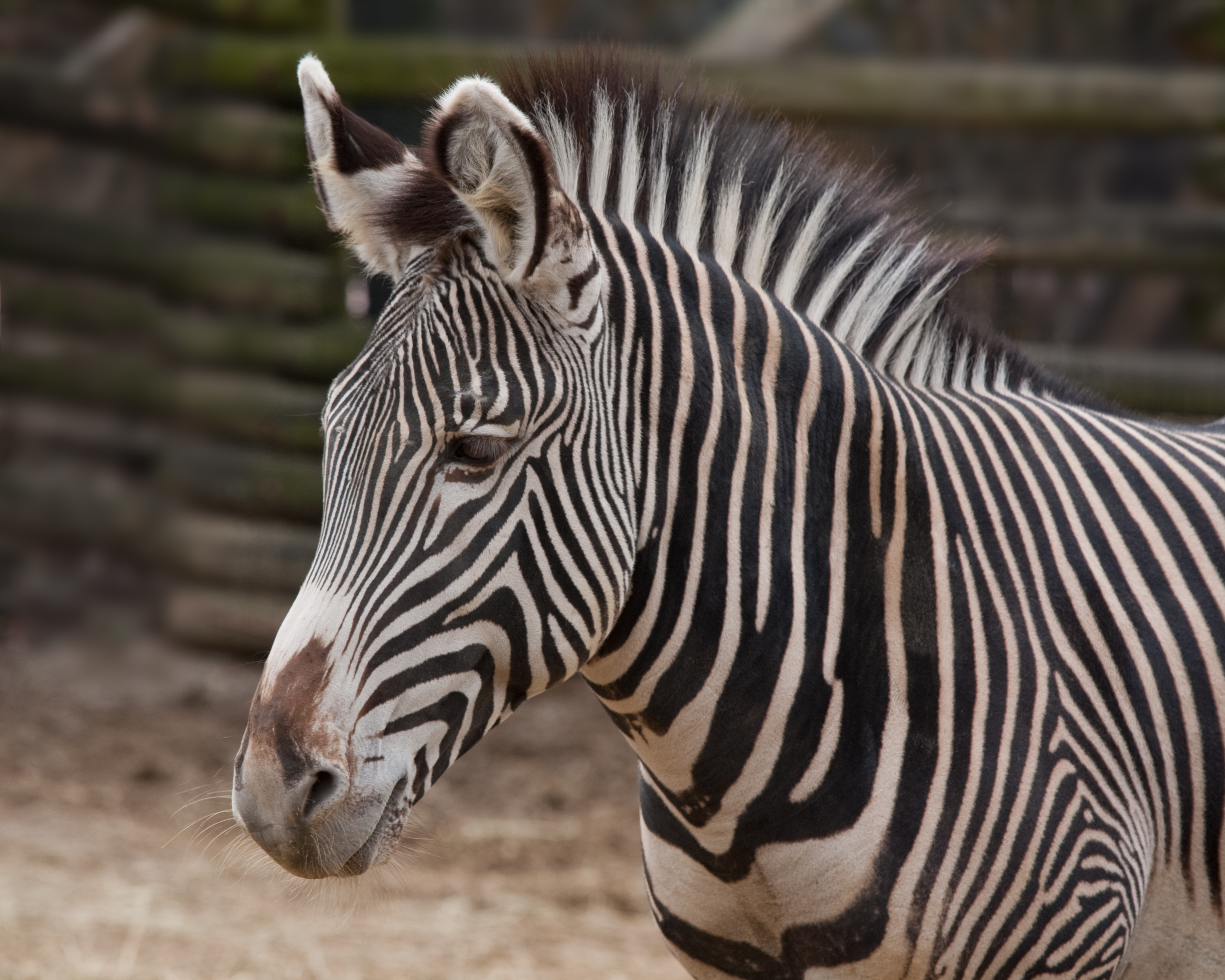
La testa

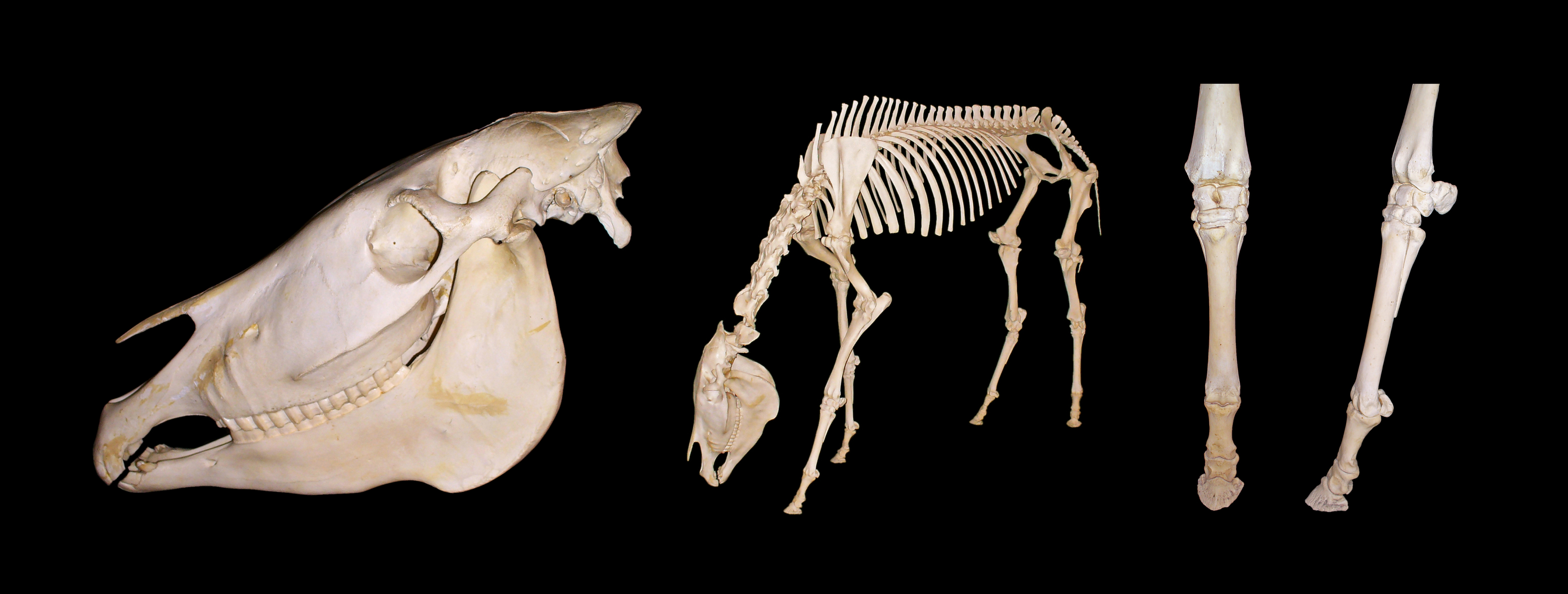
Scheletro

La zebra di Grévy, sotto molti aspetti, ricorda il mulo, mentre le altre specie di zebra sono più facilmente avvicinabili al cavallo. È la specie di zebra dalle dimensioni maggiori. Alta 1,25-1,5 metri al garrese, è lunga 2,5-3 metri dalla testa alla coda, con quest'ultima che misura tra i 38 e i 75 centimetri. I maschi pesano tra i 380 e i 450 kilogrammi, le femmine tra i 350 e i 400. È tra le diverse specie, quella con le orecchie di dimensioni maggiori e con le striature tra loro più ravvicinate.
Equus grevyi var. faurei è una varietà somala di Equus grevyi caratterizzata da peli bianchi sulla coda.

## Distribuzione

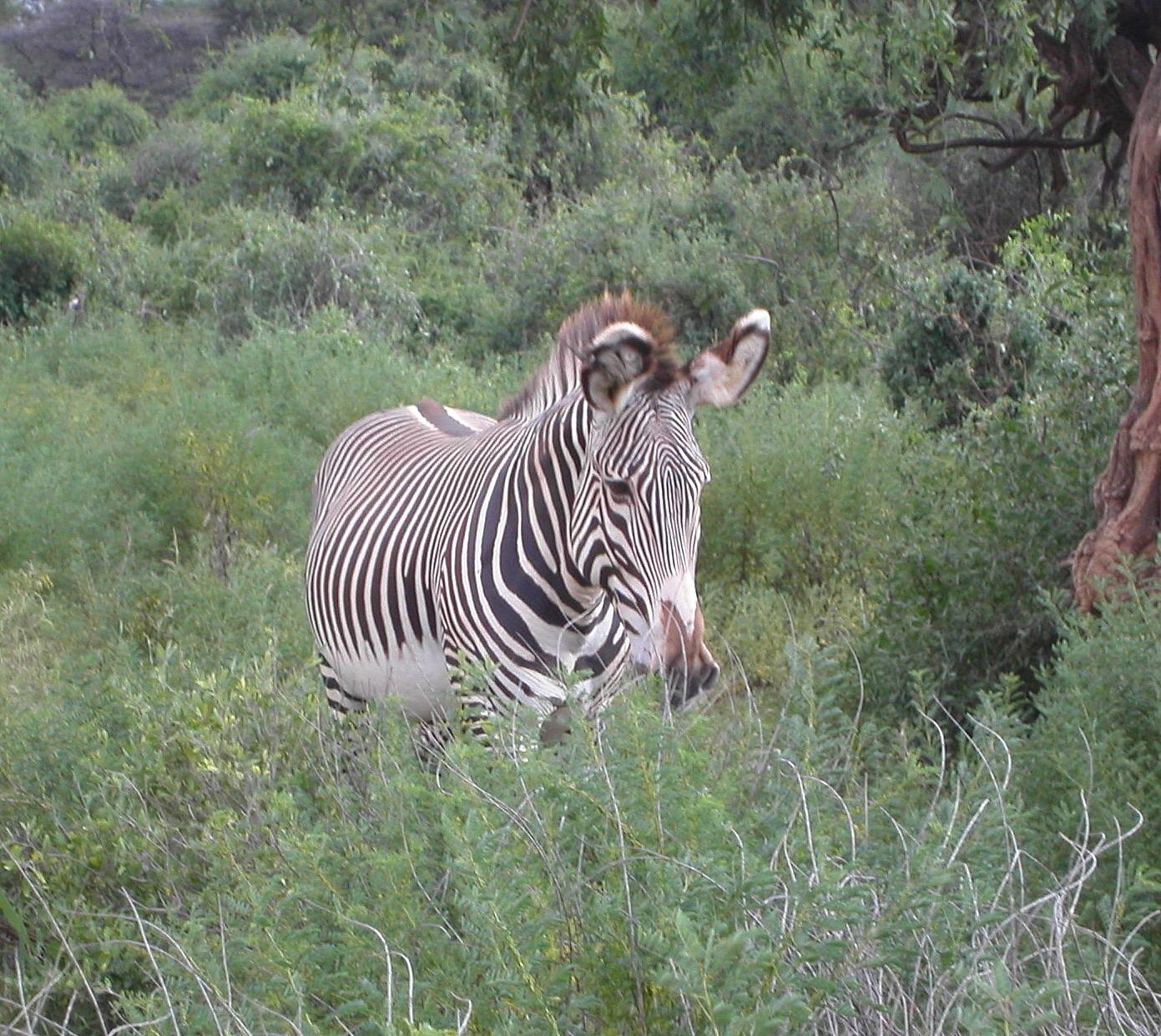
Zebra nella riserva di Samburu

Allo stato brado, vive in Kenya settentrionale ed Etiopia. In Somalia è da considerarsi estinta.

In alcune aree del Kenya convivono sia la zebra di Grévy che la zebra di Grant, tipo la Riserva nazionale Samburu.

## Conservazione

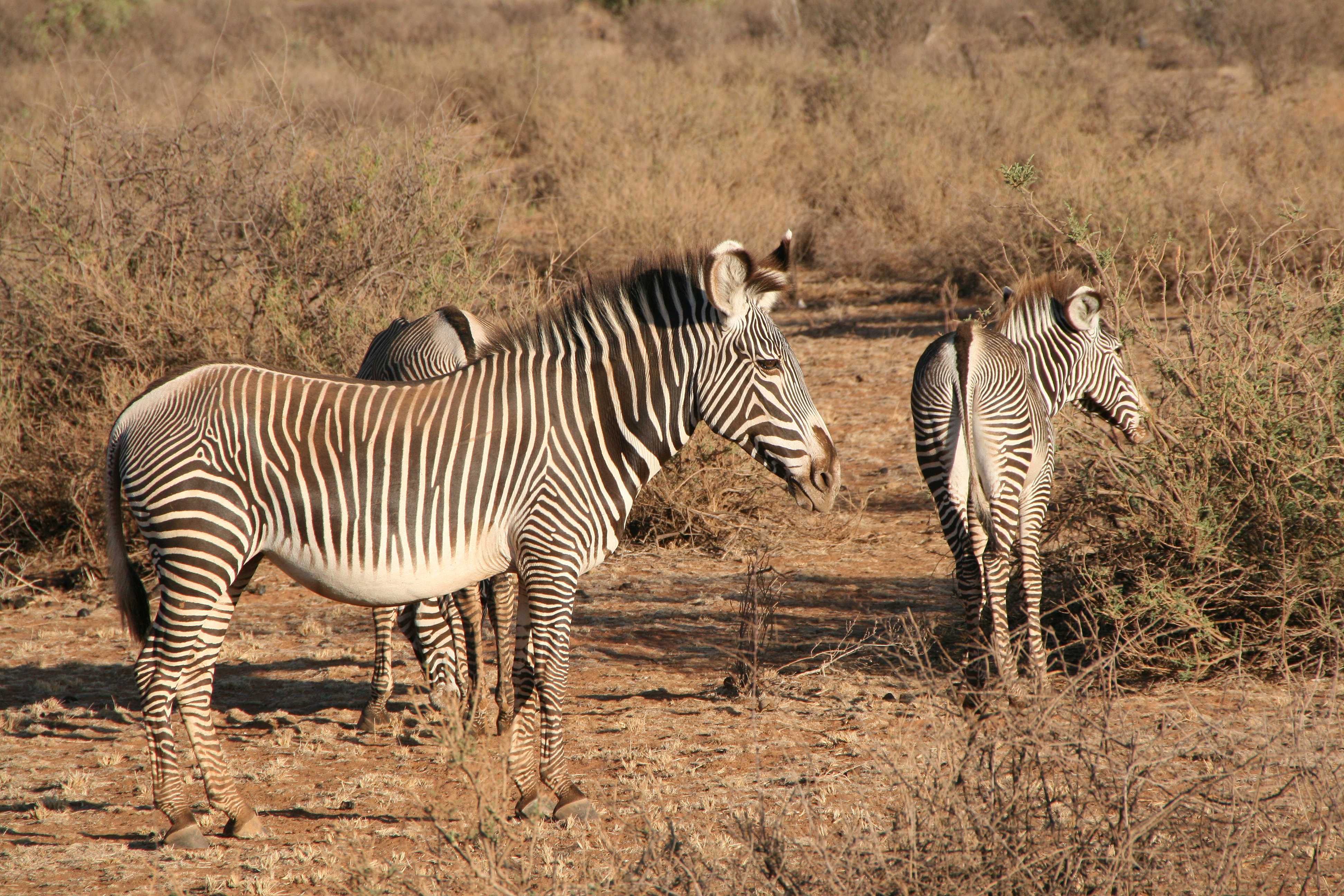
Zebra con i piccoli

Dagli anni '70, la specie è considerata in pericolo, a causa soprattutto del degrado del suo habitat e della caccia, praticata per il suo mantello che, sui mercati mondiali, è valutato ad un prezzo molto elevato. Oggi gode di massima protezione.
Per cercare di aumentare il numero e espanderne l'areale, la zebra di Grevy è stata introdotta nell'ecosistema del Parco nazionale dello Tsavo in due traslocazioni: 22 individui rilasciati nel Tsavo East National Park nel 1964 e 30 individui rilasciati nel Tsavo West National Park nel 1977. Un grosso branco viene allevato anche nel parco privato Lewa Wildlife Conservancy.

## Tassonomia

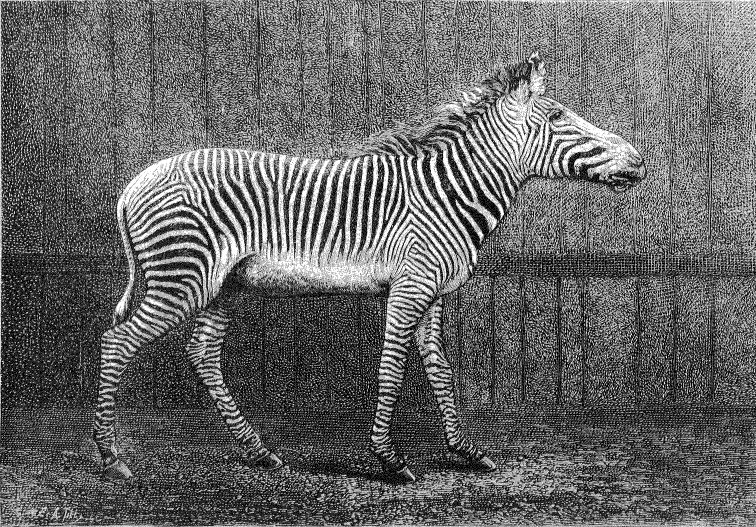
Disegno della zebra dato a Jules Grevy nel 1882

Il termine "zebra" indica diverse specie del genere Equus, caratterizzate da un mantello a strisce nere e bianche. Il genere Equus è suddiviso in quattro sottogeneri: Equus, Asinus, Hippotigris e Dolichohippus.

Mentre la zebra delle pianure e la zebra delle montagne appartengono al sottogenere Hippotigris, la zebra di Grévy è l'unica specie del sottogenere Dolichohippus.